# Conus peli
Conus peli is een in zee levende slakkensoort uit het geslacht Conus. De slak behoort tot de familie Conidae. Conus peli werd in 1996 beschreven door Robert Moolenbeek. Net zoals alle soorten binnen het geslacht Conus zijn deze slakken roofzuchtig en giftig. Zij bezitten een harpoenachtige structuur waarmee ze hun prooi kunnen steken en verlammen.